# Kwangmyŏngsŏng 3
Ne doit pas être confondu avec Kwangmyŏngsŏng-3 numéro 2.

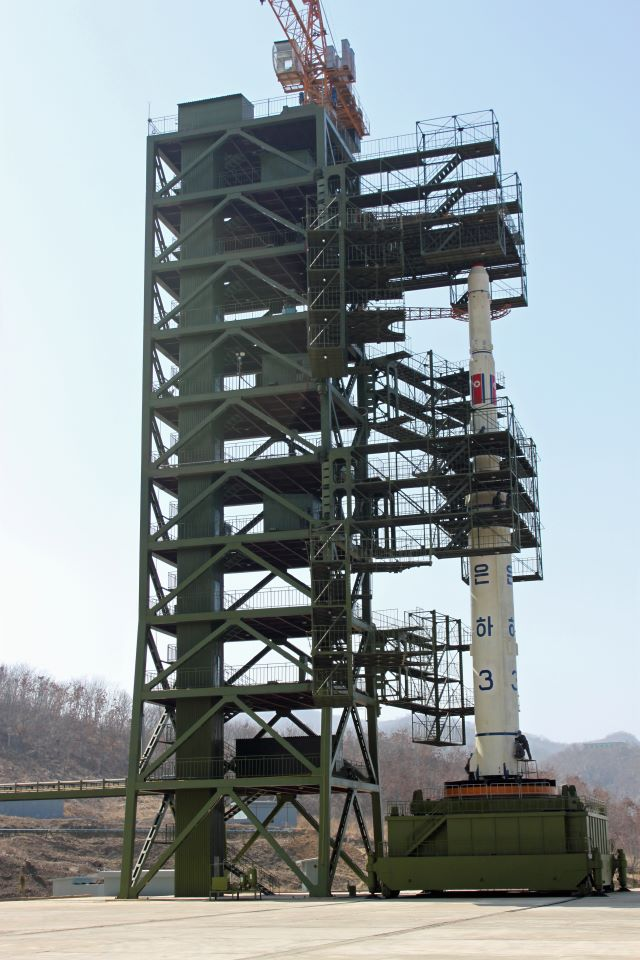
Fusée Unha-3 prête à lancer, le 8 avril 2012.

Kwangmyŏngsŏng-3 (hangeul : 광명성 3호 ; hanja : 光明星3號) est un satellite de communications de classe Kwangmyŏngsŏng lancé le 13 avril 2012 par la république populaire démocratique de Corée. À la suite de l'échec de la mission, un second satellite, Kwangmyŏngsŏng-3 numéro 2 est lancé le 12 décembre 2012.

## Objectifs et lancement
Le lancement a été prévu pour marquer le centenaire de la naissance de Kim Il-sung, le fondateur de la Corée du Nord. Pour la première fois, des journalistes occidentaux ont été autorisés à rentrer dans le pays afin de filmer l'événement.
La Corée du Nord a déclaré que le satellite avait pour fonction d'estimer les rendements des cultures du pays et de recueillir des données météorologiques, ainsi que d'évaluer la couverture forestière du pays et des ressources naturelles. Le satellite pèse environ 100 kg et devait tourner en orbite autour de la Terre pendant environ deux ans.
La fusée Unha explose 90 secondes après son lancement le 13 avril, se désintégrant en plusieurs pièces dans la mer Jaune près de Gunsan en Corée du Sud. La Marine de la république de Corée a été déployée par la suite en mer Jaune afin de retrouver les débris du lanceur, dans le but d'en savoir plus sur les technologies utilisées par la Corée du Nord.

## Réactions internationales
Les États-Unis, le Japon et la Corée du Sud, pressant le gouvernement nord-coréen à reprendre les pourparlers à six sur son programme nucléaire, craignaient que le satellite soit en réalité un missile balistique, violant les résolutions 1718 et 1874 du Conseil de sécurité des Nations unies. Le Japon avait par ailleurs mis en état d'alerte son armée afin de détruire la fusée si elle venait à survoler le territoire nippon.
La république populaire de Chine et la Russie ont indiqué avoir pris note du lancement du satellite, tout en appelant à la retenue,.